# ФК Крајина Бања Лука
Фудбалски клуб Крајина је фудбалски клуб из бањалучког насеља Росуље који се такмичи у Другој лиги Републике Српске група Запад.

## Историја
Крајина је основана 1973. у тадашњој Југославији. Клуб је по оснивању носио назив ФК Ударник, да би га 1986. промијенио у садашњи. 